# Списак основних школа у Моравичком округу
Списак државних основних школа у Моравичком управном округу, односно Граду Чачку и општинама Горњи Милановац, Ивањица и Лучани.

## Општина Горњи Милановац
| Основна школа             | Адреса          | Година оснивања | Ранији назив |
| ------------------------- | --------------- | --------------- | ------------ |
| ОШ „Десанка Максимовић”   | Горњи Милановац |                 |              |
| ОШ „Краљ Александар I”    | Горњи Милановац |                 |              |
| ОШ „Момчило Настасијевић” | Горњи Милановац |                 |              |
| ОШ „Свети Сава”           | Горњи Милановац |                 |              |
| ОШ „Таковски устанак”     | Таково          |                 |              |
| ОШ „Иво Андрић”           | Прањани         |                 |              |
| ОШ „Арсеније Лома”        | Рудник          |                 |              |

## Општина Ивањица
| Основна школа                    | Адреса           | Година оснивања | Ранији назив |
| -------------------------------- | ---------------- | --------------- | ------------ |
| ОШ „Кирило Савић”                | Кирила Сaвића бб | 1988.           | ОШ „Црњево”  |
| ОШ „Вучић Величковић”            | Међуречје        | 1921.           |              |
| ОШ „Милан Вучићевић-Зверац”      | Братљево         | 1962.           |              |
| ОШ „Професор др Недељко Кошанин” | Девићи           |                 |              |
| ОШ „Милинко Кушић”               | 13. септембар 54 | 1834.           |              |
| ОШ „Мићо Матовић”                | Катићи           | 1892.           |              |
| ОШ „Светозар Марковић”           | Ковиље           | 1870.           |              |
| ОШ „Мајор Илић”                  | Кушићи           | 1927.           |              |
| ОШ „Сретен Лазаревић”            | Прилике          | 1873.           |              |